# Fritz Klein (résistant)
Pour les articles homonymes, voir Fritz Klein.
Fritz Klein (né le 18 décembre 1898 à Hilschbach, mort le 22 septembre 1944 à Bruchsal) est un résistant allemand au nazisme.

## Biographie
Fils de mineur, Fritz Klein grandit à Engelfangen. Il travaille comme laboureur et remorqueur dans la mine Viktoria à Püttlingen jusqu'à ce qu'il doive servir comme soldat sur le front de l'Ouest pendant la Première Guerre mondiale en 1918. Après la guerre, il devient membre de l'association des mineurs et est membre du SPD à partir de 1919. Lors du plébiscite de la Sarre en 1935, il est président de la section du SPD. Après que la Sarre est annexée au Troisième Reich, il émigre en France. À Forbach, il est membre du SPD autour d'Emil Kirschmann, Hanna Kirchner et Richard Kirn. Il agit comme un transporteur de la propagande, des fonds et des nouvelles à travers la frontière verte en Allemagne. En février 1937, il est l'un des 33 hommes politiques et syndicalistes sociaux-démocrates et communistes qui participent à une conférence d'exil à l'occasion du deuxième anniversaire de la réorganisation de la Sarre. Une résistance contre le nazisme y est organisée et l'appel Saarvolk Höre est passé vers la région de la Sarre.
Klein est interné en septembre 1939, mais se porte volontaire pour être dans l'armée française. Cependant, il est jugé inapte au service militaire et travaille dans des mines du sud de la France. Le 9 octobre 1943, il est récupéré par la Feldgendarmerie allemande à Carmaux et ramené en Allemagne. Le 29 juin 1944, il est condamné à mort par la Volksgerichtshof pour haute trahison, introduction d'armes et favorisation de l'ennemi. Le 22 septembre 1944, il est exécuté à la guillotine à la prison de Seilerbahn à Bruchsal.
Klein est mentionné dans le livre blanc de l'opposition allemande à la dictature hitlérienne du SPD en exil et, le 30 juin 1946, honoré en tant que victime du fascisme lors du premier congrès du Parti social-démocrate de la Sarre.